# Hermann Huber (Maler)

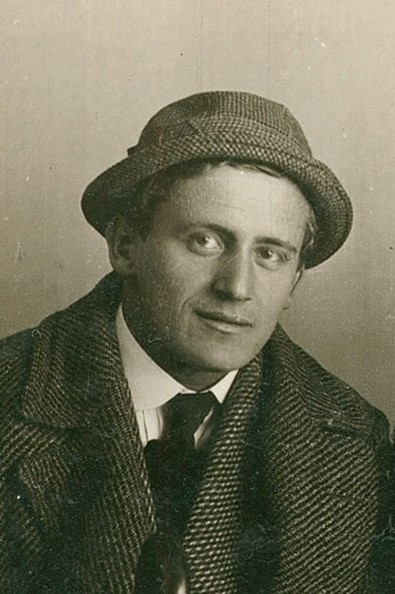
Hermann Huber, um 1911

Hermann Huber (* 13. September 1888 in Wiedikon; † 9. Dezember 1967 im Hirzel) war ein Schweizer Maler, Zeichner, Radierer, Lithograf und Freskant. Huber griff die Malerei des ausgehenden 19. Jahrhunderts auf und formte daraus während seinen Wanderjahren einen expressiven und ab 1914 einen idealisierten, gegenständlichen Stil. Mit seinen frühen Arbeiten zählt Huber zu den wichtigsten und erfolgreichsten Schweizer Expressionisten. Als Mitbegründer der avantgardistischen Künstlergruppe Der Moderne Bund pflegte er während seinen erfolgreichsten Jahre eine expressive, bunte und kräftig konturierte Malweise, während er später zu einer feinen Farbpalette und Pinselführung wechselte.

## Leben
Hermann Huber besuchte die Schule in Wiedikon, wo er 1900 seinen zukünftigen Künstlerkollegen Reinhold Kündig kennenlernte, der 1916 seine Schwester Hedwig heiratete. An der Kunstgewerbeschule Zürich schloss er Freundschaft mit Otto Meyer (Otto Meyer-Amden). Nach Aufenthalten in Düsseldorf, Berlin und München und ersten Verkäufen eigener Radierungen ging er 1908 mit Kündig nach Rom, dort hatte er Aufenthalt in der Villa Strohl-Fern. Im Folgejahr ging er mit Jan Verkade (Willibrord Verkade) nach Jerusalem, wo er an der Ausmalung der Dormitio-Abtei mitarbeitete. Zurück in Zürich stellte er seine Bilder aus Palästina aus und hatte eine Gemeinschaftsausstellung mit Kündig, Victor Schulte und Eduard Bick im Kunsthaus Zürich.

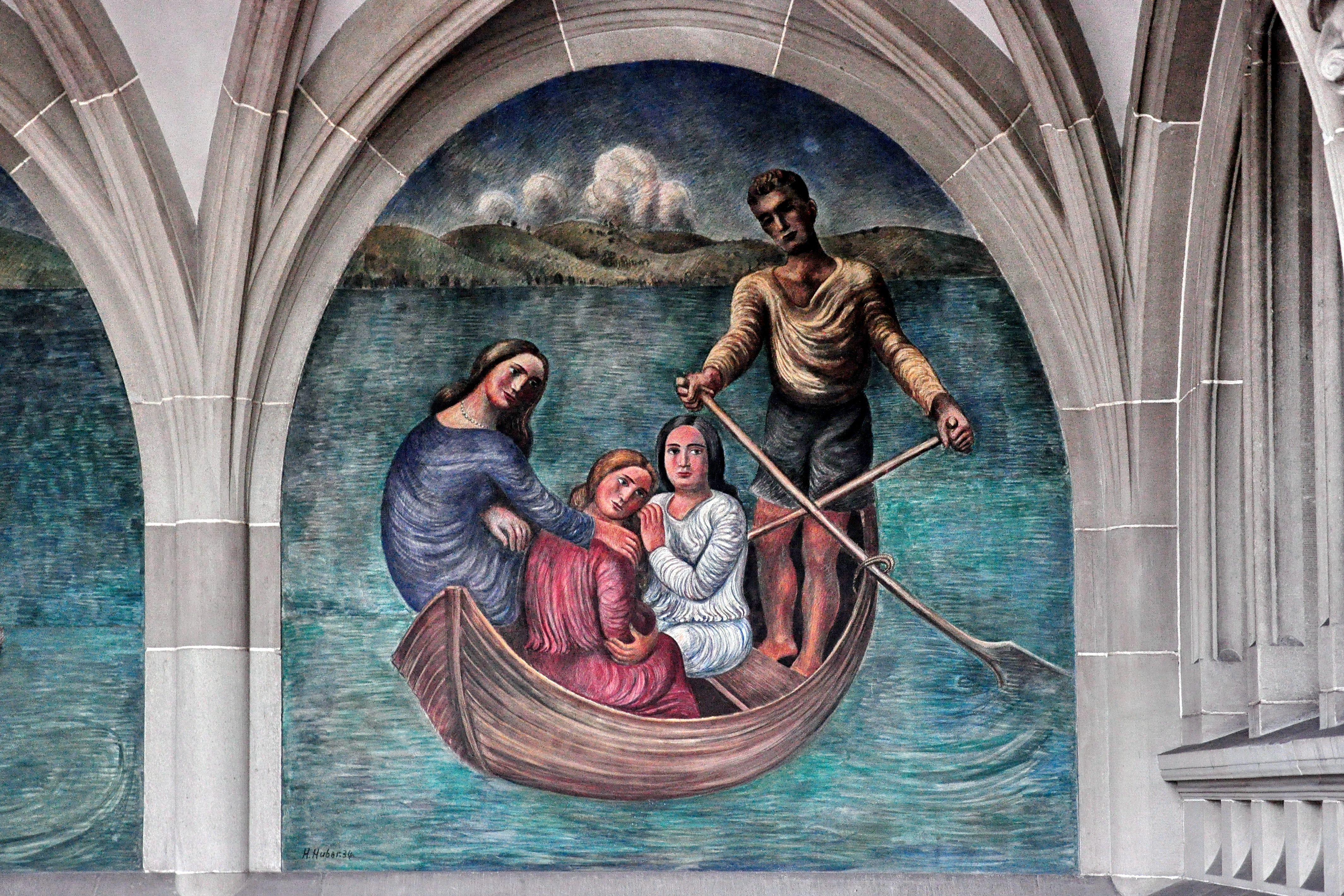
Wandgemälde (1934), Amtshaus III, Zürich

1911 wurde er Mitglied in der von Hans Arp, Werner Helbig und Oskar Lüthy gegründeten avantgardistischen Vereinigung Der Moderne Bund. Bei der Berliner Sezession stellte er 1911, 1912 und 1918 aus, auch bei der Sonderbundausstellung 1912 in Köln war er vertreten. 1912/1913 hielt er sich mit Willi Baumeister und Otto Meyer in Amden auf, Meyer blieb dort bis 1928. Im Jahr 1913 zeigte Herwarth Walden im Ersten Deutschen Herbstsalon in Berlin drei Ölbilder und elf Radierungen von ihm. 1914 zählte er zu den 24 Künstlern, die Adolf Hölzel im sogenannten «Expressionisten-Saal» im Rahmen der großen Stuttgarter Kunstausstellung des Verbandes der Kunstfreunde in den Ländern am Rhein vorstellte.
1914 heiratete er Eveline Grisebach (1890–1965), eine Tochter des Berliner Architekten Hans Grisebach und eine Cousine des Philosophen Eberhard Grisebach, die er 1913 bei Cuno Amiet kennengelernt hatte. 1915 wendete Huber sich von der expressionistischen Bildsprache ab. Paul Cassirer führte 1923 eine Huber-Einzelausstellung in Berlin durch. Bereits 1924 erschien eine Monographie über den damals 36-jährigen Künstler, verfasst von Hans Trog, dem Kunstkritiker der Neuen Zürcher Zeitung, und Curt Glaser, dem Berliner Kunstkritiker. 1932/1933 beherbergte er den todkranken Meyer-Amden bei sich auf der Halbinsel Au. Ab 1933 lebte er zurückgezogen in Sihlbrugg. Zum Höhepunkt seiner Wirkung in der Schweiz wurde die im Kunsthaus Zürich 1943/1944 gezeigte Retrospektive.

## Werke (Auswahl)
- 1907: Spielende Kinder im Gras, Radierung auf Japanpapier, 17 cm × 25,5 cm (Plattenmass),[8] Albertina, Wien[9]
- 1909–1910: Wandmalereien, Mithilfe bei Jan Verkade, Technik und Masse unbekannt, Dormitio-Abtei (Kapitelsaal), Berg Zion, Jerusalem[10][11][12]
- um 1910: Figürliche Komposition, Tempera auf Leinwand, 80 × 100 cm, Werner Coninx Stiftung, Zürich[13]
- 1911-07: Araberin, Öl auf Leinwand, 63,3 × 76 cm, BEST Art Collection, Kunstmuseum Luzern[14]
- 1911: Sitzender Araber, Gemälde auf Leinwand, 73 × 60 cm, Kunstmuseum Olten[15]
- 1911-07-03: Orientalin, Öl auf Leinwand, 73 × 60 cm (Objektmass),1/25 Bildern in der Sammlung, Kunsthaus Zürich[16]
- um 1911: Zwei Frauen, Öl auf Leinwand, 93 × 73 cm, Aargauer Kunsthaus, Aarau[17]
- um 1912: Aufwärts, Öl auf Leinwand, 99,8 × 72 cm, BEST Art Collection, Kunstmuseum Luzern[18]
- 1912: Waldinneres. Gemälde auf Leinwand, 55 × 47 cm, Kunstmuseum Olten[15]
- 1913: Ohne Titel, Radierung auf Papier, 20,2 x 15,3 (Plattenmass), BEST Art Collection, Kunstmuseum Luzern[19]
- 1914: Lehre und Lernen, Triptychon: Öl auf Leinwand in Holzrahmen, 216 × 472 cm, Standort: Wandelhalle, Universität Zürich, Kunstsammlung des Kantons Zürich[20][21][22][23]
- 1918: Porträt Eberhard Grisebach (1880–1945)[24], Tusche auf Papier, aufgezogen auf Karton, 57,7 × 46,5 cm (Blattgrösse), Bündner Kunstmuseum, Chur[25]
- 1920: Knabe mit Blumenstrauss, Öl auf Sperrholz, 75 × 60 cm, Bündner Kunstmuseum, Chur[26]
- 1920: Pilze, Öl auf Leinwand, 25,5 × 34 cm, Bündner Kunstmuseum, Chur[27]
- um 1924 (undatiert, erworben 1924): Winterlandschaft, Öl auf Leinwand, 60 × 75 cm, Kunstsammlung des Kantons Zürich[28]
- 1923: Drei weibliche Figuren in der Landschaft, Fresko, 320 × 210 cm, Standort: Börsenstrasse 15 (Treppenhaus), Schweizerische Nationalbank, Zürich[29][30][31]
- um 1924 (undatiert, erworben 1924): Winterlandschaft bei Klosters, 89,5 × 148,7 cm, Malerei auf unbekanntem Bildträger, Bundeskunstsammlung, Sammlungszentrum Bern[32]
- 1921: Mutter und Sohn im Gras, Tempera auf Leinwand, 81,5 × 100 cm, Kunstmuseum Basel[33]
- 1923: Selbstbildnis mit Kindern, Öl auf Sperrholz, 135,5 × 90 cm, Kunstmuseum Basel[34]
- um 1924 (undatiert, erworben 1924): Familie am Fenster, Öl auf Sperrholz, 85 × 135 cm, Depositum der Schweizerischen Eidgenossenschaft, Basler Kunstverein[35]
- 1925: Familie am Tisch, Lithografie auf Papier (90/130), 32 × 42,5 cm, Bündner Kunstmuseum, Chur[36] und The British Museum, London[37]
- 1926/27: Gartenszene, Gemälde auf Leinwand, 115 × 179 cm, Verein der Freunde Kunstmuseum Bern, Kunstmuseum Bern[38]
- um 1928: Mädchen im Garten, Öl auf Leinwand, 46,5 × 56,0 cm, Bernhard Eglin Stiftung, Kunstmuseum Luzern[39]
- um 1930: Komposition II, Öl auf Leinwand, 83 × 102 cm, Bundeskunstsammlung, Kunstmuseum Luzern[40]
- 1934: Kinder im Boot. Kinder am Ufersteg, 2 Fresken, 255 × 265 cm, Standort: Werdmühlestrasse 10, Amtshaus III (Treppenaufgang zur Lindenhofbrücke), Zürich[41]
- 1934: Traumstimmung, Gemälde auf Leinwand, 106 × 139,5 cm, Kunsthaus Zürich[15]
- 1935: Am Abend, Öl auf Leinwand, 90 × 71 cm, Aargauer Kunsthaus Aarau[42]
- 1935: Lesende im Grünen, Tempera auf Leinwand, 100 × 81 cm (Bildmass), Werner Coninx Stiftung, Zürich[43]
- um 1935 (undatiert): Gruppe im Grünen (Lektüre), Öl auf Leinwand, 96 × 80 cm, Kunstsammlung des Kantons Zürich[44]
- um 1936: Selbstbildnis, Lithographie, 45 × 34 cm, Bündner Kunstmuseum, Chur[45]
- um 1940: Im Kahn, Öl auf Leinwand, 106 × 141 cm, Werner Coninx Stiftung, Zürich[46]
- um 1940 (undatiert): Gartenarbeit, Öl auf Leinwand, 75 × 64 cm, Glarner Kunstverein: Kunsthaus Glarus[47]
- 1940: Sihllandschaft, Öl auf Leinwand, 82 × 103 cm, Kunstsammlung des Kantons Zürich[48]
- 1941: Vorlesende und Knabe, Gemälde auf textilem Träger, Masse nicht angegeben, Kunsthaus Zürich[49]
- 1943: Blumenzweig II, Öl auf Leinwand, 71 × 90 cm (Objektmass), Stadt Wädenswil[50]
- 1943: Sihl, Öl auf Leinwand, 78 × 100 cm, Kunstsammlung des Kantons Zürich[51]
- 1943: Sihl im Winter, Öl auf Leinwand, 81 × 100,5 cm (Objektmass), Kunsthaus Zürich[52]
- 1943: Sihllandschaft im Winter, Gemälde auf Leinwand, 72 × 100,5 cm, Kunst Museum Winterthur – Reinhart am Stadtgarten[15]
- 1944: Strauss mit Eichenlaub, Öl auf Leinwand, 81 × 100 cm, Kunstsammlung des Kantons Zürich[53]
- 1946: Not und Hilfe, Lithografie, 42 × 53 cm (Bildmass), Bündner Kunstmuseum, Chur[54]
- 1948: Titel unbekannt (Symbol für die Weltpost), Sgraffito,[55] etwa 4 × 1,8 m, Standort: Seefeldstrasse 128, Zürich[56], Kunstsammlung der Post (Bereich: Kunst am Bau)[57]
- 1951: Blumenstrauss, Öl auf Leinwand, 81 × 100 cm, Kunstsammlung des Kantons Zürich[58]
- um 1951 (undatiert, erworben 1951): Sturm, Öl auf Leinwand, 107 × 140 cm, Basler Kunstverein[35]
- 1953: Selbstportrait, Federzeichnung: Tusche auf Papier, 47 × 30 cm, Kunstsammlung des Kantons Zürich[59]
- 1958: Herbststrauss, Öl auf Leinwand, 100 × 73 cm, Kunstsammlung des Kantons Zürich[60]
- um 1960 (undatiert, erworben 1976): Landschaft mit kahlen Bäumen, Öl auf Leinwand, 70 × 85 cm, Kunstverein Basel[35]
- um 1966 (undatiert): Sihllandschaft im Vorfrühling, Öl auf Leinwand, 81 × 100 cm, Kunstsammlung des Kantons Zürich[61]

## Ausstellungen (Auswahl)
Ausstellungen, welche noch nicht auf Hubers ausführlicher Ausstellungsliste auf Sikart gelistet sind:
- 1908, September: [Ausstellung im Künstlerhaus], (mit Radierungen), Künstlerhaus, Zürich[62]
- 1910, 9. Oktober – ?: [W. Leistikow, L. Schmid-Reutte, C. Monet, E. Diricks, M. Liebermann, P. Signac, P. A. Renoir, C. Küstner, A. Rodin, F. P. Niclausse, Ch. A. Despiau, M. Cunz, F. Behrens, A. Giacometti, V. Schulte, R. Kündig, H. Huber, E. Bick, G. Gamper, C. Felber, P. Klee, A. van Rees], Seitensäle, Kunsthaus Zürich[63][64]
- 1911, November: Hermann Huber. Galerie Neupert, Löwenplatz 10 (?), Zürich[65]
- 1912: XXIV. Ausstellung der Berliner Secession, Ausstellungshaus am Kurfürstendamm 208, Berlin[66][67]
- 1912: Willi Baumeister, Reinhold Kündig, Hermann Huber, Galerie Neupert, Zürich[65]
- 1912, Herbst: [Gemälde und Radierungen], Kunstsalon Fritz Gurlitt, Behrenstraße 29, Berlin[68][69]
- 1913, 16. März – 4. April: Moderner Bund Schweiz, 5. Kollektivausstellung Neue Kunst, Hans Goltz, Odeonplatz 1, München[70]
- 1913, April: [Hermann Huber. Radierungen], Moderne Galerie Heinrich Thannhauser (Arcopalais), Theatinerstrasse 7, München[71]
- 1913, 26. April – 31. Mai: Der Sturm. Fünfzehnte Ausstellung. Der Moderne Bund Schweiz [Nr. 5], Sturm-Galerie, Königin Augustastr. 51, Berlin W. 10[72]
- 1913, Mai – Juni: Internationale Postexpressionisten, Müvészház, Budapest[73][74]
- 1913, 20. Mai – 20. Juni: Hermann Huber, Galerie Neupert, Zürich[75]
- 1913, 15. Juni – 10. Juli: Ferdinand Hodler, Hermann Huber, Hofbuchhandlung am Eichplatz, Eckard Klostermann, Eichplatz, Jena[76][77] Rezension[78]
- 1913, August: [Titel der Ausstellung unbekannt], Oskar Schlemmers Neuer Kunstsalon am Neckartor, Stuttgart[79]
- 1913, August – September: II. Gesamtausstellung, Neue Kunst Hans Goltz, München[80]
- 1913, 20. September – 1. Dezember: Erster Deutscher Herbstsalon. Der Sturm, Leitung: Herwarth Walden, Potsdamerstrasse 75, Berlin[81]
- 1913, Oktober – November: Neue Galerie Berlin W. Erste Ausstellung, Otto Feldmann, Neue Galerie, Berlin, Lennéstrasse 6a, Berlin[82][83]
- 1914, Mai – Juni: Erste Schwarz-Weiss-Ausstellung der Neuen Kunst 19. Kollektivausstellung, Neue Kunst Hans Goltz, München[84]
- 1914, Mai – Oktober: Kunst-Ausstellung Stuttgart 1914, Verband der Kunstfreunde in den Ländern am Rhein, Expressionisten-Saal (Raum XVIII) von Adolf Hölzel, Königliches Kunstgebäude, Schloßplatz Stuttgart
- 1914, 15. Mai – 15. Oktober: Raumkunstausstellung an der Schweizerischen Landesausstellung 1914, Raumkunstausstellung, Neufeld, Bern[85][86]
- 1915, 6. Juli – August: Sommer-Ausstellung Juli–August, Moderne Galerie Zürich 1, Bahnhofstrasse 39, Haus Huguenin Lift, Zürich[87]
- 1916, 5. – 26. November: [J.J. Lüscher, Georges de Traz, Hermann Huber, A. H. Pellegrini, Rudolf Urech, Alfred Marxer, August Heer, Fritz Baumann], Kunsthalle Basel[88]
- 1917, August: Der Sturm. Vierundfünfzigste Ausstellung. Sammlung Kluxen. Gemälde und Aquarelle. Zeichnungen, Potsdamer Strasse 134a, Berlin W9[89]
- 1919, Herbst: 5. Gesamtschau und 54. Ausstellung, Galerie Neue Kunst Hans Goltz, Odeonplatz 1, München[90]
- 1920, 7. Januar – 1. Februar: Ausstellung 7. Jan. bis 1. Febr.1920, Archipenko, Alexander; Werefkin, Marianne von: Bodmer, Paul; Berger, Hans: Huber, Hermann. Kunsthaus Zürich[91]
- 1920, 24. Mai – 20. Juni: Schweizerische Graphik : [Walter Helbig, Hermann Huber, Eugen Steinhof ...], mit Gemälden Hermann Hubers im grossen Oberlichtsaal, Kunsthalle Bern[92][93] lange Rezension[94]
- 1920, 13. Juni – September: [Sommerausstellung, Thema: "Hoffnung", Amiet, Campendonk, Heckel, Kanoldt, Kirchner, Kuithan, Hodler, Huber, Marc, Munch, Nolde u. a], Jenaer Kunstverein, Oberlichtsaal, Volkshaus Jena[95]
- 1920, Oktober: Der Sturm. Neunzigste Ausstellung. Graphische Gesamtschau. Aquarelle / Zeichnungen. Holzschnitte / Lithos. Radierungen / Glasbilder, Potsdamerstrasse 134a, Berlin W 9[96]
- 1921, April: VI April-Ausstellung 1921. Hermann Huber. Gemälde Zeichnungen und Radierungen, Basler Kunstsalon, Eisengasse 19, Basel[97]
- 1923, Mitte Januar – ?: [Hermann Huber: Ausstellung seines Gesamtwerkes, Gemälde und Graphik], Kunstsalon Paul Cassirer, Berlin[98][99]
- 1924, 6. – 21. April: Ausstellung von Ölgemälden Aquarellen, Graphiken und Zeichnungen von Hermann Huber Klosters-Dörfli, Bündner Kunstverein, Villa Planta, Chur[100]
- 1925, 14. Mai – 7. Juni: Hermann Huber, Ernst Morgenthaler, Kunsthalle Basel[101]
- 1925, 19. Juli – 30. August: Grosse Schweizer Kunstausstellung, Städtische Ausstellungshalle Karlsruhe,[102]
- 1925, November – Dezember: Neue Schweizer Kunst. Ausstellung im ehemaligen Kronprinzen-Palais, National-Galerie, Berlin[103]
- 1926, 21. Februar – 18. April: 94. Grosse Kunstausstellung verbunden mit einer Sonderausstellung Neue Schweizer Kunst, Künstlerhaus Hannover[104]
- 1926, Juni – September: Internationale Kunstausstellung Dresden 1926, Georg-Treu-Platz 1, Dresden[105][106]
- 1926, November: Hermann Huber, Galerie Neupert, Zürich[107]
- 1927, April – Mai: Sezione Svizzera alla seconda espositione internationale dell' incisione moderna a Firence, Florenz, Italien[108]
- 1928, 19. Februar – 15. April: Deutscher Künstlerbund. 96. Große Kunstausstellung des Kunstvereins Hannover e. V., Sophienstrasse 2, Künstlerhaus Hannover,[109]
- 1928, 6. Mai – 3. Juni: Norddeutsche Ausstellungsvereinigung. 1. Ausstellung, Städtisches Museum Stettin[110]
- 1928, 9. Mai – 31. Juli: Grosse Berliner Kunstausstellung, Graphik-Ausstellung von Schweizer Künstlern, Saal C, Landesausstellungsgebäude, Berlin[111]
- 1929, Frühling: 56. Ausstellung der Berliner Secession. Frühjahrsausstellung. Malerei Plastik, Tiergartenstraße 21a, Berlin[112]
- 1930, 9. Februar – 6. März: Sonderausstellung Hermann Huber, Zürich, Kunstsalon Victor Hartberg, Schöneberger Ufer 41, Berlin W 35[113][114], Rezension von Karl Scheffler
- 1930, Juni – ?: [Hermann Huber. Ausstellung neuer Bilder], Galerie Victor Hartberg, Berlin[115]
- 1930, 28. September – 26. Oktober: Hermann Huber, Alphonse Legros, 108. Ausstellung in der Kunsthalle Bern (1837–1911), Kunsthalle Bern[116]
- 1931, 30. Mai – ?: Sammlung Hugo Borst: Neue Kunst in Stuttgarter Privatbesitz, Stuttgart[117][118]
- 1931, 15. Oktober – 6. Dezember: Tirtieth International Exibition of Paintings, Carnegie Institute, Pittsburgh, USA[119]
- 1931, 12. November – 9. Dezember: Ausstellung 12. November – 9. Dezember 1931, Hermann Huber im Mittelpunkt, Kunsthaus Zürich[120][121] Rezension[122]
- 1932, 5. Januar – 15. Februar: Foreign Section. Thirtieth Carnegie International Exibition of Paintings, Baltimore Museum of art, Wyman Park, Baltimore, Maryland, USA[123]
- 1932, März: Gregor Rabinovitch, Hermann Huber, Gutekunst & Klipstein, Bern[124]
- 1936, Frühling: Schweizer Wandmaler der Gegenwart (Wanderausstellung "Neue Schweizer Wandmalerei" 1934 vom Kunsthaus Zürich), Stuttgart[125]
- 1937, 25. Mai – 25. November: Exposition Internationale des Arts et Techniques dans la Vie Moderne, Paris, Pavillon de la Suisse, Port de la Bourdonnais, Paris[126]
- 1938, 4. September – 23. Oktober:[127] Sieben Zürcher Künstler: Otto Kappeler, Paul Bodmer, Karl Hügin, Hermann Huber, Reinhold Kündig, Eugen Meister und Albert Pfister, Kunsthaus Zürich[128]
- 1939, 11. Feb. – 8. März: Hermann Huber, Albert Schnyder, Jacques Düblin, Walter Schneider, Kunsthalle Basel[129]
- 1939, Mitte November – Ende Dezember: [Hermann Huber, Gemälde, Kompositionen, Stilleben, Landschaften], Galerie Neupert, Zürich[130]
- 1940, 28. Januar – 17. Februar: [Kunstausstellung Hermann Huber in Weinfelden], (70 Werke), Heimatstube Scherbenhof, Weinfelden[131] Rezension[132]
- 1940, 16. Juni – ?: [Hermann Huber, Gemälde. Zeichnungen und Druckgraphik aus der Sammlung Walter Kern], Bündner Kunstmuseum, Chur[133]
- 1941, 22. November – 12. Dezember: Hermann Huber, Galerie Neupert, Bahnhofstrasse 1, Zürich[134] Rezension[135]
- 1942, Dezember: Schweizer Preis für Malerei 1942, (2. Rang), Galerie Beaux-Arts, Bleicherweg, Zürich[136]
- 1943, 19. Dezember – 28. Februar 1944: Hermann Huber. Gemälde, Zeichnungen, Druckgraphik, 1907–1943. Ein Künstler, ein Leben, ein Werk, Kunsthaus Zürich[137][138] Rezension[139]
- 1944, April: Kunstausstellung «Zürich-Land», Wädenswil[140]
- 1944, 20. Mai – 9. Juni: Schweizer Malerei und Bildhauerei seit Hodler, Schweizer Kunstverein, Kunstmuseum Bern[141][142]
- 1945, ? – Ende September: Musiker und Musik in der neueren Schweizer Kunst, Luzerner Kunsthaus[143]
- 1949, März: [Hermann Huber: Zeichnungen], Orell Füssli, Zürich[144]
- 1949, Juli: [Das Frühwerk Hermann Hubers], Galerie Neupert, Zürich[145]
- 1950, Februar: Schweizer Graphik der Gegenwart. Gastausstellung Galerie Gurlitt gemeinsam mit der Stiftung Pro Helvetia Zürich, Neue Galerie am Landesmuseum Joanneum, Graz[146]
- 1951, 27. Mai – 1. Juli 1951: Paul Bodmer, Hermann Huber, Kunstverein St. Gallen, Kunstmuseum St. Gallen[147]
- 1952, 8. Oktober – 9. November: Bodmer, Huber, Kündig, Zürcher Kunstgesellschaft, Helmhaus Zürich[148][149]
- 1953; Januar: Internationale Grafik der Gegenwart, Galerie Eduard Henning, Lafontainestrasse 1, Halle, DDR[150]
- 1954, 21. August – 30. September: Christliche Kunst der Gegenwart in der Schweiz, Kunsthaus Zürich[151][152]
- 1956, 24. März – 29. April: Hermann Huber, Otto Meyer-Amden, Kunstmuseum Luzern[153]
- 1959, 11. – 26. April: Hermann Huber. Reinhold Kündig. Gemälde Aquarelle Zeichnungen, Turnhalle Dorf, Horgen[154]
- 1963, Mai: Künstler-Selbstporträts aus fünf Jahrhunderten, Zentralbibliothek Solothurn[155]
- 1964, 8. Februar – 11. März: Hermann Huber: Eine Übersicht über sein Schaffen, Helmhaus Zürich[156][157][158][159][160]
- 1967, 19. August – 24. September: Neue Kunst in der Schweiz zu Beginn unseres Jahrhunderts, Kunsthaus Zürich[161]

### Ausstellungen nach seinem Tod
- 1968, 19. Oktober – 2. Februar 1969: Realismus in der Malerei der 20er Jahre, Frankfurter Kunstverein, Frankfurt am Main; Kunstverein in Hamburg, Hamburg[162]
- 1970, ? – 16. Mai: Hermann Huber, Frühwerke, Gemälde, Zeichnungen, Graphik : 1988–1967, Galerie Neupert, Bahnhofstrasse 1, Zürich[163] Rezension[164]
- 1970, November: Hermann Huber – frühe Werke, Galerie Kleeweid, Kleeweidstrasse 2, Leimbach[165]
- 1976, 9. Oktober – 24. Oktober: Hermann Huber, ref. Kirchgemeindehaus Wädenswil[166]
- 1980, Juni – August: Hermann Huber, Klosters, Galerie 63, Klosters-Serneus[166]
- 1987, 20. Juni – 29. August: Zwei Horgner Künstler zweier Generationen, Huber und Anliker-Lauppe, Galerie Carina, Horgen[166]
- 1995, Herbst: Schweizer Expressionisten aus der Werner-Coninx-Stiftung, Zürich, Museum Schloß Burgk, Burgk, Deutschland[167]
- 2010, 16. Mai – 8. August: Der Sturm (1910–1932). Expressionistische Graphik und Lyrik, Kunstmuseum Olten[168]
- 2017, 16. September – 8. Oktober: Das unmögliche Jahr 1917, Museum Kunst + Wissen, Diessenhofen[169]
- 2018, 1. September – 2. Januar 2019: Surrealismus Schweiz, Aargauer Kunsthaus, Aarau[170]
- 2018, 22. September – 3. Februar 2019: Internazionalismo e «eccezione elvetica». 100 anni d’arte grafica in Svizzera (1918–2018), (Grafik von 1946), Museo Civico Villa dei Cedri, Bellinzona[171]
- 2019, 7. Juni – 22. September: Stunde Null: Kunst von 1933 bis 1955, Kunsthaus Zürich[172]
- 2019, 13. September – 2. Februar 2020: Freundeswerke. 100 Jahre Verein der Freunde Kunstmuseum Bern 1920-2020, Kunstmuseum Bern[173]
- 2020, 13. Dezember – 31. Januar 2021: 150 Jahre Glarner Kunstverein. Ein Haus ohne Licht ist nur ein halbes Haus, Kunsthaus Glarus[174]
- 2021, 10. Juli – 16. Januar 2022: Expressionismus Schweiz, Kunstmuseum Winterthur, Reinhart am Stadtgarten[175]
- 2021, 4. – 12. September: Kunstherbst am See 2021 : Neues aus der Sammlung, Gemälde: Anticoli, 1912[176], Kunststiftung Zürichsee, Villa Seerose, Horgen[177][178]